# Adler Trumpf
Adler Trumpf — легковой автомобиль, выпускавшийся германской фирмой «Adler» с 1932 по 1939 год.

## История
Автомобиль был создан талантливым конструктором Хансом Густавом Рёром в 1932 году и впервые был представлен на Женевском автосалоне. Он появился на два года раньше переднеприводного Citroën Traction Avant. Спустя два года, в 1934 году, была выпущена менее мощная и более дешёвая модификация Adler Trumpf Junior.
Автомобили могли выпускаться с кузовами кабриолет, купе и лимузин с двумя или четырьмя дверями (по отечественной терминологии такой кузов является седаном, поскольку поперечной перегородки в «Адлере» не было). Производство моделей Trumpf и Junior прекратилось в 1939 году в связи с началом Второй мировой войны. Всего выпущено 102 840 машин.

## Характеристики
Trumpf, являвшийся одним из первых серийных переднеприводных автомобилей, имел рядный 4-цилиндровый двигатель с рабочим объёмом 1,5 л. Мощность — 25 л. с., максимальная скорость — 90 км/ч. Тормоза — барабанные на всех колёсах. Коробка передач — механическая 4-ступенчатая. Менее мощный Junior имел двигатель объёмом 1 л. Небольшая мощность двигателя компенсировалась устойчивостью и хорошей управляемостью. Расход топлива составлял 9 л на 100 км. В 1933 году добавлена модель с двигателем 1,7 л.

## Галерея

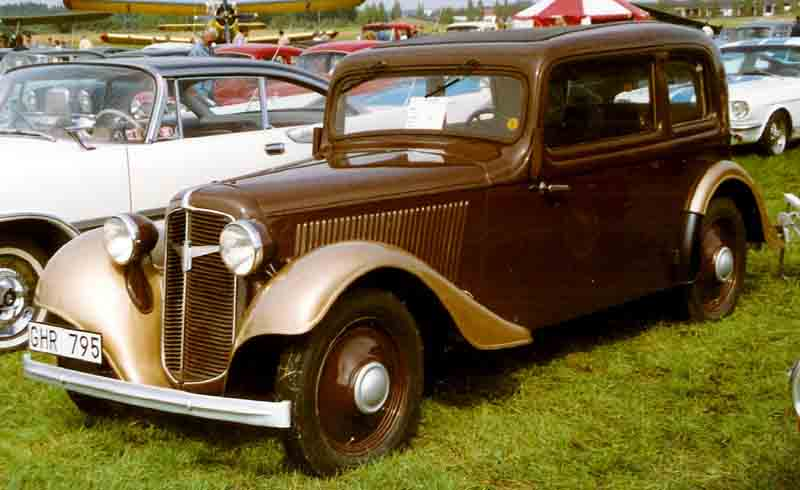
Лимузин 1936 года
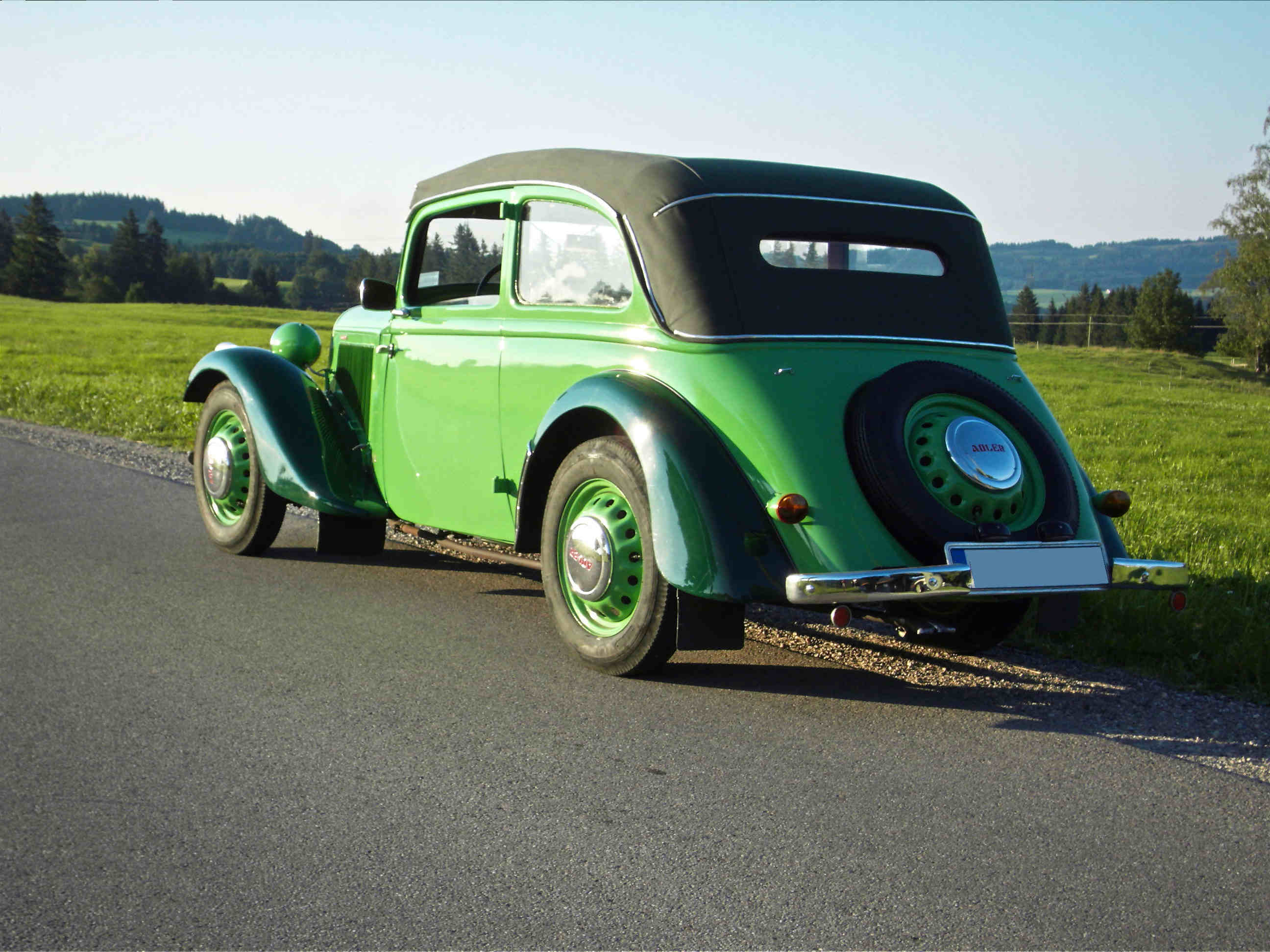
Adler Trumpf Junior 1939 года
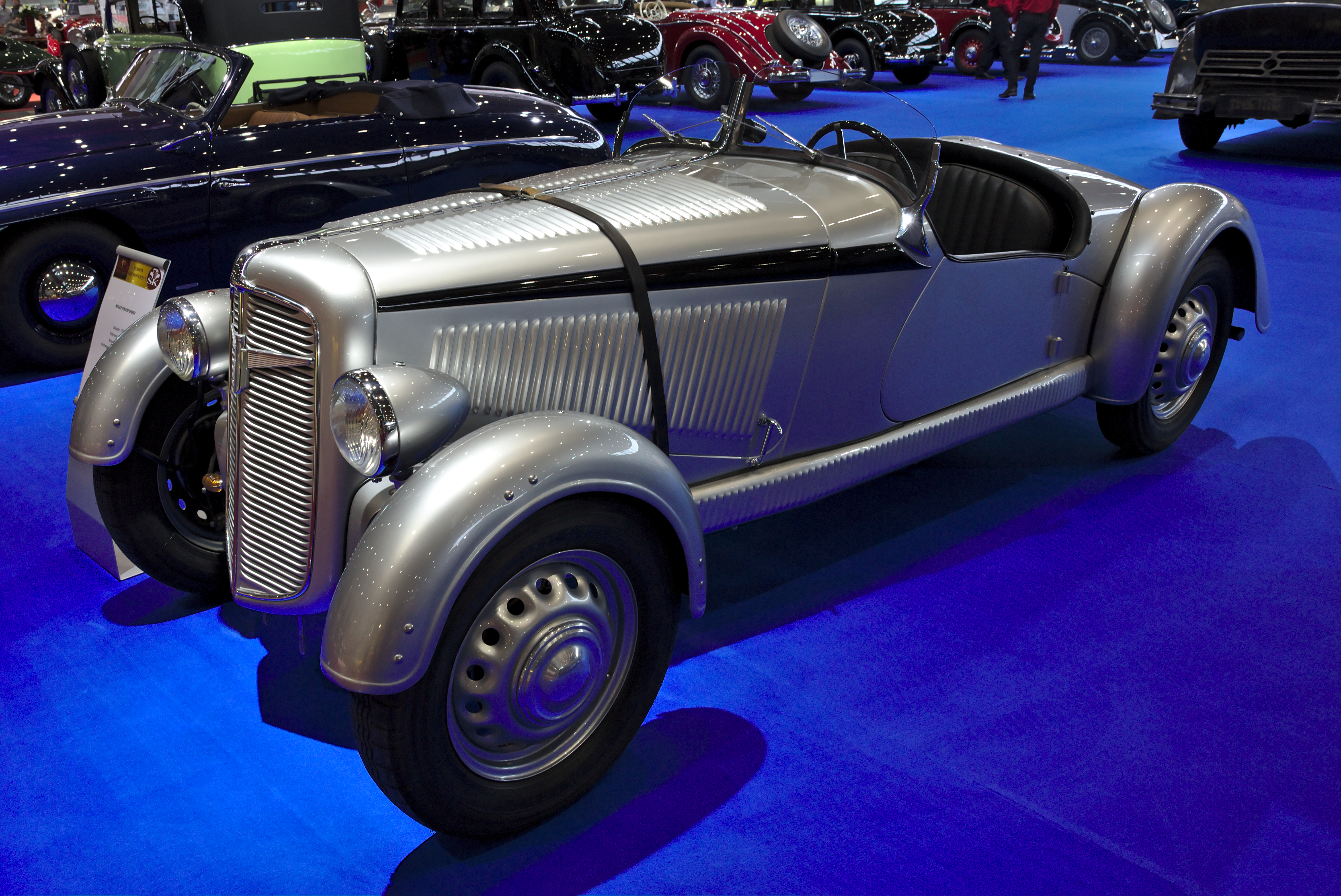
Adler Trumpf Junior Sport
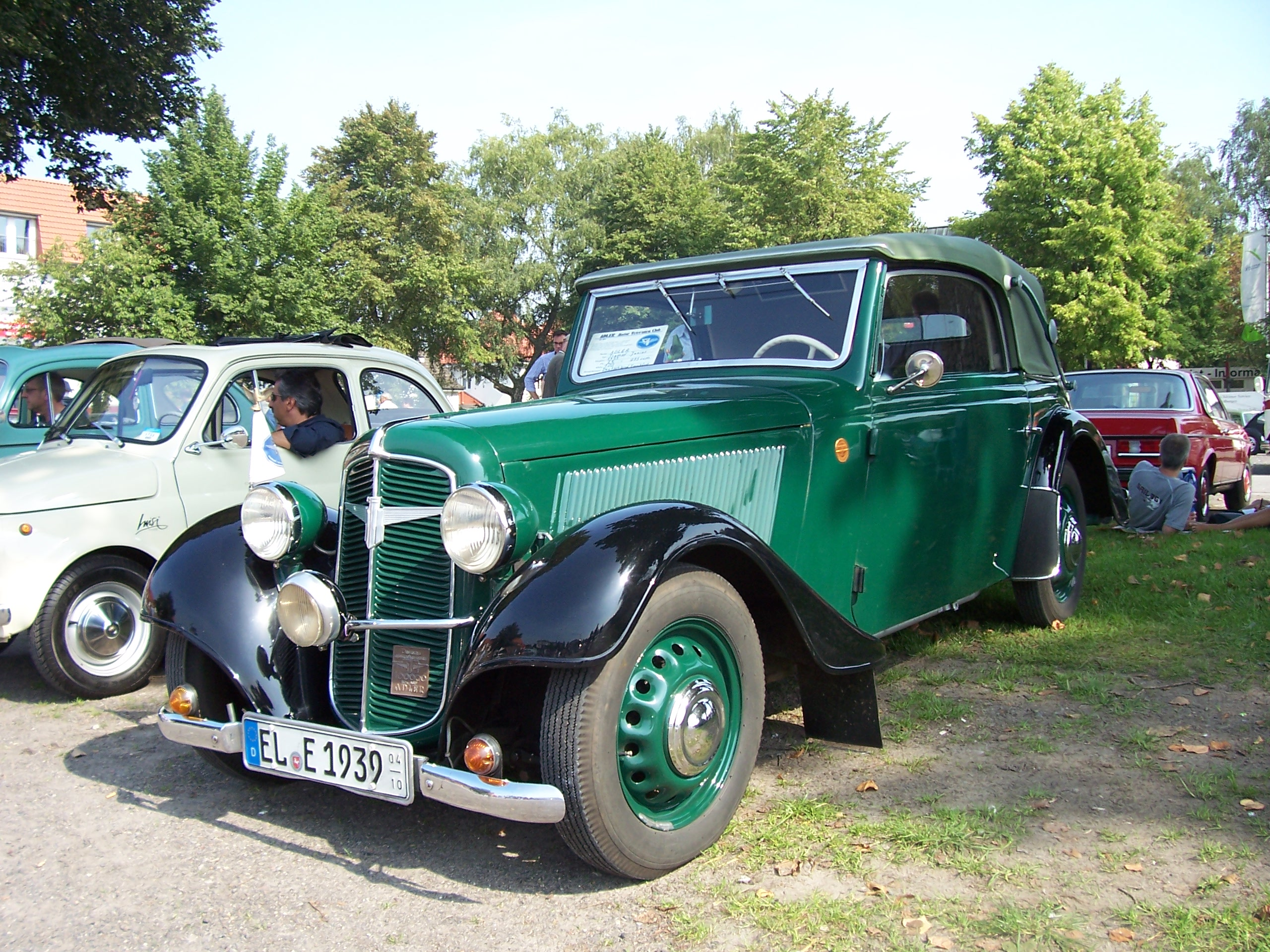
Кабриолет 1939 года

## В искусстве
Герои фильма «Кавказская пленница, или Новые приключения Шурика» — Трус, Балбес и Бывалый передвигаются на автомобиле Adler Trumpf Junior, имевшем вместо оригинального переднеприводного шасси конца 1930-х годов, подвеску и агрегаты заднеприводного «Москвича-400». Использовавшийся при съёмках автомобиль принадлежал Юрию Никулину. В 2000 году перед зданием Цирка на Цветном бульваре в Москве открыли памятник Юрию Никулину, представляющий собой бронзовую фигуру Никулина, садящегося в кабриолет (несколько меньшего размера, чем в оригинале).